# 司庫
司庫為中國古代文官官職名，在清朝之位階約為從七品。司庫職能通常為輔佐主官之用，為基層官員編制之一，設置於如內務府的官署，負責財物出納。1910年代，清朝滅亡後，該官職廢除。
現代部份社團內的財政秘書一職，也會稱為「司庫」。另外，在外國管理財務的官員也多稱作「司庫」，例如：美國的郡級單位大多都有設置此一職位，稱作「郡財務長」（County Treasurer）。

## 延伸阅读
《欽定古今圖書集成·明倫彙編·官常典·司庫部》，出自陈梦雷《古今圖書集成》| 小作品圖示 | 这是一篇關於政府官制演進的小作品。您可以编辑或修订扩充其内容。 |